# Minakatella
Minakatella is een monotypisch geslacht van slijmzwammen uit de familie Trichiidae. Het bestaat alleen uit Minakatella longifila.